# Venevisión
Venevisión är ett venezuelanskt TV-kanal som ägs av Grupo Cisneros. Det är den näst största producenten av telenovelas i världen; bara Mexikos Televisa, Brasiliens TV Globo och USA:s Telemundo och är större.

## Historia
Venevisión grundades den 1 mars 1961 genom förvärvet av Televisión Independiente, S.A. av Grupo Cisneros, genom dess grundare Gustavo Cisneros. Under nästa månad producerade nätverket sin första originaltelenovela, La cruz del diablo. År 1972 blev nätverket hem för Miss Venezuelas skönhetstävling. 
År 1986 var Venevisión det första TV-nätverket i Venezuela som hade sin egen parabol.
Från och med 1992 skulle Venevisión sända i 24 timmar på fredagar, lördagar och söndagar. År 1994 började den sända 24 timmar om dygnet, sju dagar i veckan.
År 1995 var Venevisión det första TV-nätverket i Sydamerika som inkluderade nyheter och filmer med textning och i andra ljudprogram.
År 2007 startade nätverket sin simulcast av Copa América och Miss Venezuela i högupplöst format.
Sedan september 2014 blev Venevisión för närvarande det äldsta TV-nätverket i Venezuela och överträffade rekordet för sin tidigare rival Radio Caracas Televisión innan det tvingades stängas i maj 2007, 53 år och 6 månader efter att det lanserades.

## TV-program
- Deportivas Venevisión (1961-)
- Miss Venezuela (1972-)
- Súper sábado sensacional (1972-)
- Primer Impacto (2001-)
- Portadas al Día (2005-)
- Noticias Venevisión (2006-)
- Primer contacto (2007–)
- Más allá de la Belleza (2009-)
- Close Up (2010-)
- Entrevista matutina (2016–)
- Documento Venevisión (2023–)
- Abriendo Puertas (2023-)